# 布朗扎克 (上卢瓦尔省)
布朗扎克（法語：Blanzac，法語發音：[blɑ̃zak]）是法国上卢瓦尔省的一个市镇，属于勒皮区。

## 地理
布朗扎克（45°6'31"N, 3°50'29"E）面积8.58 平方千米，位于法国奥弗涅-罗讷-阿尔卑斯大区上盧瓦爾省，该省份为法国中南部省份，北起多姆山省和卢瓦尔省，西接康塔爾省，南至洛泽尔省，东临阿尔代什省。
与布朗扎克接壤的市镇（或旧市镇、城区）包括：卢瓦尔河畔拉武特、波利尼亚克、圣波利安。

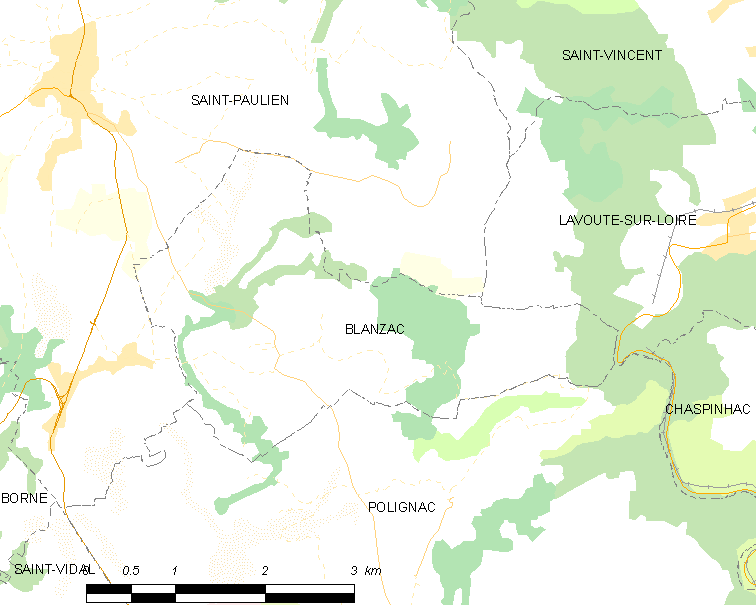
的OSM定位图

布朗扎克的时区为UTC+01:00、UTC+02:00（夏令时）。

## 行政
布朗扎克的邮政编码为43350，INSEE市镇编码为43030。

## 政治
布朗扎克所属的省级选区为圣波利安县。

## 人口

1962-2008年间人口变化图示

布朗扎克于2022年1月1日时的人口数量为450人。